# 邦卡蘭縣
邦卡蘭縣，中譯又為萬加蘭，印度尼西亞東爪哇省馬都拉島西岸的縣，與泗水隔馬都拉海峽相對。縣治位於邦卡蘭市。